# Krzysztof Urbański (dyrygent)
Krzysztof Urbański (ur. 17 października 1982 w Pabianicach) – polski dyrygent i kompozytor, od 2024 dyrektor artystyczny Filharmonii Narodowej.

## Biografia
W 2007 ukończył studia w Akademii Muzycznej w Warszawie w klasie dygentury Antoniego Wita. Uczestniczył w kursach mistrzowskich Kurta Masura.
Zajmował się również komponowaniem, w 2007 jego kompozycja, "Mała świąteczna symfonia" została wyróżniona na Ogólnopolskim Konkursie Kompozytorskim im. Grzegorza Fitelberga, zorganizowanym przy okazji 8. Międzynarodowego Konkursu Dyrygentów.
W 2007 wygrał konkurs dyrygencki festiwalu Praska Wiosna. W latach 2007–2009 był dyrygentem-asystentem Wita w Filharmonii Narodowej w Warszawie. W latach 2010–2017 był dyrygentem Trondheim Symfoniorkester, był też mianowany na stanowisko honorowego dyrygenta gościnnego. W 2011 zdobył tytuł Adjunct Professor of Jacobs School of Music.
W latach 2015–2021 był pierwszym dyrygentem gościnnym NDR Elbphilharmonie Orchester, z którą nagrał płyty m.in. z utworami Lutosławskiego, Dvořáka, Szostakowicza i Strawińskiego. Jednocześnie w latach 2011-2021 był dyrektorem muzycznym Indianapolis Symphony Orchestra, w latach 2012-2016 pierwszym dyrygentem gościnnym Tokijskiej Orkiestry Symfonicznej.
Od 2022 pełnił rolę pierwszego dyrygenta gościnnego Orchestra della Svizzera italiana w Lugano.
Od sezonu artystycznego 2024/2025 ma być dyrektorem artystycznym Filharmonii Narodowej w Warszawie, na okres czterech lat, do 2028. Od sezonu 2024/2025 ma byc również kierownikiem Orkiestry symfonicznej w Bernie.

## Osiągnięcia artystyczne
Występował z kilkudziesięcioma orkiestrami, m.in. z Niemiec, Wielkiej Brytanii, Szwecji, Danii, Norwegii, Portugalii, Francji, czy Japonii. Promuje muzykę polską, prowadził m.in. wykonania utworów Witolda Lutosławskiego, Karola Szymanowskiego, Wojciecha Kilara i Krzysztofa Pendereckiego.
Nagrał albumy dla takich wytwórni jak Deutsche Grammophon, Sony Classical czy Alpha Classics. Płyta z utworami Fryderyka Chopina na fortepian i orkiestrę z Janem Lisieckim i Orkiestrą NDR Elbphilharmonie zdobyła nagrodę ECHO Klassik.
W 2009 był nominowany do nagrody Paszport Polityki w kategorii muzyki poważnej.
Podczas dyrygowania zwykle nie korzysta z nut. Według Michała Klubińskiego z Ruchu Muzycznego Urbański jest przedstawicielem „nowej, można powiedzieć pop-klasycznej kultury dyrygenckiej, z młodzieńczym witalizmem, umiejętnością kształtowania monumentalnych, drapieżnych kulminacji i wyciągania ostrych faktur, z odważnym drive’em i bezkompromisowością w podejściu do dzieła”.